# Фридрих III (епископ Констанца)
Фридрих III фон Цоллерн (нем. Friedrich III. von Zollern, ум. 1436) — граф Цоллерн, епископ Костанца в период с 1434 по 1436 годы.
Фридрих фон Цоллерн был одним из шести детей графа Фридриха XI фон Гогенцоллерн-Хехингена и Адельгейды фон Фюрстенберг. Фридрих XII и Эйтель Фридрих I Гогенцоллерны приходились ему братьями.
Фридрих фон Цоллерн был советником императора Сигизмунда, и в 1433 году — имперским посланником ко двору великого магистра Тевтонского ордена Пауля фон Русдорфа, а также каноником в Страсбурге.
В 1433 году он вступил в переговоры с констанцским епископом Отто III о передаче власти, против чего, однако, выступил домский капитул, которому формально принадлежало право выбора нового предстоятеля епархии. После ряда внутренних конфликтов, ставших предметом разбирательств в том числе на Базельском церковном соборе, 15 ноября 1433 года Фридрих фон Цоллерн смог всё же добиться поддержки каноников (видимо, посредством обещания привнесения собственных средств для поддержания обременённого долгами княжества-епископства). 6 сентября 1434 года, одновременно с последовавшей отставкой Отто III, Фридрих фон Цоллерн получил подтверждение своего избрания от папы Евгения IV.
Согласно принятому в 1433 году решению Базельского собора, 30 мая 1435 года в Констанце был проведён епархиальный синод, который должен был положить конец внутренним разногласиям в диоцезе. На май следующего 1436 года было запланировано второе собрание клириков, однако неизвестно, состоялось ли оно в действительности.
29/30 июля 1436 года Фридрих III скончался в замке Готтлибен, и был похоронен в Констанцском мюнстере.